# Блок, Иван Львович
Иван Львович Блок (1858, Санкт-Петербург — 21 июля [3 августа] 1906, Самара) — русский государственный деятель, самарский губернатор.

## Рождение
Дата и год рождения И. Л. Блока точно не известны. В одних источниках это 1854 год, в других 1855 год, а в некоторых поставлен большой годовой промежуток — с 1855 по 1858 год. В публикации 1909 года, посвящённой гибели И. Л. Блока, год его рождения указан как 1858. Родился в Петербургской губернии.
По сведениям живущих ныне членов семьи, И. Л. Блок родился 28 февраля (12 марта) 1858 года в Санкт-Петербурге.

## Семья
Дворянского происхождения. В 1870-е Иван жил со своими родителями в Санкт-Петербурге на набережной Васильевского острова, у Дворцового моста. Приходится дядей известному поэту Александру Александровичу Блоку. Иван Львович Блок имел большую семью. Он был женат на Марии Митрофановне (в девичестве Орловой), у них было два сына и четыре дочери. Самая старшая, Антонина, родилась в 1882 году, Людмила родилась в 1884, Ариадна — в 1885 и Ольга — в 1890. Старший сын, Иван, родился в 1893 (после печальной гибели отца он застрелился в школе в возрасте 15 лет). Самый младший — Лёвушка, родившийся в 1896, после двойной потери он начал заикаться, вследствие чего бросил гимназию. Все время проводил в конюшне, стал извозчиком. Лев Иванович Блок был женат на Тамаре Фёдоровне Рааль.

## Интересные факты
Семейство Блоков было Евангелистско-лютеранского вероисповедания, однако сам Иван Львович был православным. Все братья и сестры в его семье музицировали, сам Иван играл на виолончели. Приехав в Самару 9 марта 1906, он оказался 13-м по счёту губернатором — это число для него оказалось роковым.

## Обучение
Окончил Санкт-Петербургское императорское училище правоведения.

## Служба
Гражданская служба началась 16 мая 1880 г. Чем Блок занимался следующие 15 лет, точно неизвестно, предположительно был земским деятелем.
В структуру МВД Блок перешёл 25 июня 1891 года, занимал пост председателя Екатеринбургского (Пермской губернии) уездного съезда, за свою службу в 1880—1890-х гг. получил ряд наград.
С 13 июля 1902 года Иван Львович работал уфимским вице-губернатором.
После Уфы Блок 4 июля 1903 г. стал бессарабским вице-губернатором. Ещё до появления в Самаре Иван Львович имел неплохой послужной список, и перед назначением в Самару дослужился до высокого чина действительного статского советника.
4 июня 1905 г. Блок стал гродненским губернатором. Иван Львович был назначен самарским губернатором приказом министра внутренних дел П. Н. Дурново от 3 февраля 1906.

## Самара
Разместился губернатор в каменном особняке на Казанской (совр. А. Толстого) улице в стороне от города. На первом этаже размещались его приёмная, канцелярия и квартира правителя канцелярии. На втором Иван Львович размещался с семьёй.
Положение в Самаре было крайне тяжёлое. Блок решительно пресекал антиправительственную деятельность, тем самым настроив против себя либералов Самары. Он уволил начальника Самарской губернской жандармской управы генерал-майора Каратаева, организовал проведение широких арестов, энергично подавлял революционные выступления и даже сам ездил на усмирения крестьянских бунтов.

## Гибель
В 1906 г на Поволжском областном съезде партии эсеров судьба Блока была решена. Боевик специальной группы под руководством Митрофана Слепухина Г. Н. Фролов должен был привести в исполнение смертный приговор.
21 июля 1906 года губернатор задержался с работы на час. Его экипаж около 19.00 оказался на углу улиц Вознесенской и Воскресенской (совр. Степана Разина и Пионерской, между совр. зданиями СКР и клубом имени Дзержинского). После поворота экипажа Григорий Фролов подошёл совсем близко, шагов на восемь, и с плеча бросил бомбу. Блок был фактически разорван на куски. Убийца был быстро схвачен. Хоронили останки — вместо головы был ватный шар (на фото), одну ногу так и не смогли собрать, большой процессией прошли от дома губернатора до Кафедрального собора (на совр. Площадь Куйбышева), где прошло отпевание. После этого процессия дошла до вокзала, где гроб с телом губернатора перенесли в вагон — семья увезла останки в Уфу, где их и захоронили на Сергиевском кладбище. После 1945 года его могила была уничтожена.
Вся группа террористов предстала перед судом. Слепухин и два других боевика были сосланы в Енисейскую губернию, Фролов приговорен к расстрелу. Через 2 месяца казнь заменили 20-летней каторгой, а ещё через год Фролову удалось бежать.
В 1924 году в журнале «Каторга и ссылка» были опубликованы мемуары Фролова «Террористический акт над самарским губернатором».